# Чекрыгин, Василий Николаевич
Васи́лий Никола́евич Чекры́гин (6 [18] января 1897, Жиздра, Калужская губерния — 3 июня 1922[…], Мамонтовская, Московская губерния) — русский живописец, график, один из основателей и наиболее ярких художников объединения «Маковец».

## Биография и творчество
Детство провёл в Киеве. Обучался в иконописной школе при Киево-Печерской лавре и четырёхклассном городском училище (курс обучения 6 лет). Работал помощником ретушера в фотографической мастерской. В тринадцать лет поступил в Московское училище живописи, ваяния и зодчества (МУЖВЗ). Около 1913 года познакомился с Владимиром Маяковским, Давидом Бурлюком, Львом Шехтелем (Жегиным). Являясь ближайшим другом Жегина, постоянно жил в семье его отца — архитектора Фёдора Шехтеля.
Первым иллюстрировал и отпечатал в технике литографии стихи В. Маяковского Книга «Я!» была издана тиражом 300 экземпляров. Зимой 1913—1914 года выставил несколько своих новаторских работ на XXXV (Юбилейной) выставке МУЖВЗ. Скандал и годовое лишение стипендии заставляют Чекрыгина прекратить обучение. Покинув стены МУЖВЗ, участвовал в выставке «№ 4», организованной Михаилом Ларионовым, и путешествовал по Европе вместе со Львом Жегиным (Вена, Мюнхен, Париж, Гетари, Сан-Себастьян). Возвратившись в Россию, иллюстрировал военные частушки Маяковского и «Персидские сказки» для издательства Некрасова. В конце 1915 года записался вольноопределяющимся. В составе пулемётной бригады воевал под Двинском. В 1918 году вошёл в состав Комиссии по охране художественных ценностей. Снова посупил на военную службу, работал в высшей школе военной маскировки. Павел Кузнецов устроил Чекрыгина в «Детский театр», которым руководила Генриетта Паскар. Затем работал в отделе плаката «ИЗО» Наркомпроса, читал лекции по линии Наркомпроса в Государственных свободных художественно-технических мастерских. в июле 1920 года женился на Вере Викторовне Беренштам-Котовой (1894—1952). В начале 1920-х годов творчество художника переживает расцвет. Чекрыгин создаёт несколько графических циклов «Расстрел» (1920), «Сумасшедшие» (1921), «Голод в Поволжье» (1922) и «Воскрешение мёртвых» (1921—1922).
Чекрыгин известен и в качестве теоретика искусства. Он был одним из инициаторов создания объединения художников «Маковец» и одним из авторов манифеста союза художников и поэтов «Искусство-жизнь». Порвав в своё время с Московским Училищем живописи, ваяния и зодчества, он сблизился с группой Михаила Ларионова. Свои теоретические взгляды на искусство формировал под влиянием теории формы В. А. Фаворского и «философии общего дела» Николая Фёдорова. Среди теоретических работ Чекрыгина наибольшую известность получил труд «О Соборе Воскрешающего музея» (1921), посвящённый памяти философа.
Чекрыгин погиб в возрасте 25 лет, попав 3 июня 1922 года под поезд на станции Мамонтовка. Умер сразу, на руках жены. Был похоронен 6 июня вблизи деревни Акулово на Боголюбском кладбище, рядом с захоронениями Шариковых-Рабенек. 5 мая 2021 года могила художника была идентифицирована.
Братья — поэты Пётр и Николай Чекрыгины — были арестованы 1 ноября 1924 года по делу № 28 980 «о русской фашистской организации». Расстреляны 30 марта 1925 года вместе с Алексеем Ганиным, ближайшим другом Сергея Есенина, и похоронены в общей могиле на территории Яузской больницы.
Первая персональная выставка состоялась через 34 года после смерти художника в 1956 году. В 1964 году. в Музее Маяковского было показано 130 работ Чекрыгина. Большая выставка прошла в ГМИИ имени Пушкина в 1969 году и в Третьяковской галерее в 2022 году.